# Dolores Camarillo
Dolores Sepúlveda Camarillo (San Luis Potosí, 8 de abril de 1897-Ciudad de México, 8 de febrero de 1988) fue una actriz y maquillista mexicana. 

## Filmografía

### Actriz
- Pistoleros asesinos (1986)
- La pintada (1986)
- Amalia Batista (1983) (serie de televisión)
- Barrio de campeones (1981)
- Picardía mexicana (1978)
- Los amantes fríos (1978)
- Una mujer (1978) (serie de televisión)
- Jalisco nunca pierde (1974)
- Debieron ahorcarlos antes (1974)
- El primer paso... de la mujer (1974)
- Tu camino y el mío (1973)
- Los que ayudan a Dios (1973) (serie de televisión)
- Cuna de valientes (1972)
- Los enamorados (1972)
- La otra mujer (1972)
- Hoy he soñado con Dios (1972)
- El ogro (1971)
- Cuernos debajo de la cama (1969)
- Rosario (1968) (serie de televisión)
- Rubí (1968) ... Antonia "Toña"
- Destino la gloria (1968) (serie de televisión)
- El rata (1966) (sin crédito)
- Los valses venían de Viena y los niños de París (1966)
- Napoleoncito (1964)
- He matado a un hombre (1964)
- Así amaron nuestros padres (1964)
- Amor y sexo (1964)
- La sonrisa de los pobres (1964)
- El corrido de María Pistolas (1964)
- María Pistolas (1963)
- El hombre de papel (1963)
- Entre bala y bala (1963)
- Voy de gallo (1963)
- Una joven de 16 años (1963)
- Tlayucan (1962)
- Cuanto vale tu hijo (1962)
- Los hermanos del hierro (1961)
- El duende y yo (1961)
- Viva Jalisco que es mi tierra (1961)
- Las cuatro milpas (1960)
- Mi madre es culpable (1960)
- Mis padres se divorcian (1959)
- El cariñoso (1959)
- Mi esposa me comprende (1959)
- Aventuras de la pandilla (1959)
- La pandilla en acción (1959)
- La pandilla se divierte (1959)
- Triunfa la pandilla (1959)
- Ama a tu prójimo (1958)
- La ciudad de los niños (1957)
- Feliz año, amor mío (1957)
- Una movida chueca (1956)
- Escuela de vagabundos (1955)
- La engañadora (1955)
- Acuérdate de vivir (1953)
- Cuando los hijos pecan (1952)
- Linda mujer (Yo soy Mexicano de acá de este lado) (1952)
- Noche de perdición (1951)
- Canasta uruguaya (1951)
- Si me viera don Porfirio (1950)
- Tú, sólo tú (1950)
- San Felipe de Jesús (1949)
- La panchita (1949)
- Medianoche (1949)
- Negra consentida (1949)
- El gallero (1948)
- Mystery in Mexico (1948)
- Ahí vienen los Mendoza (1948)
- Soy charro de Rancho Grande (1947)
- La casa colorada (1947)
- Felipe fue desgraciado (1947)
- El barchante Neguib (1946)
- ¡Ay qué rechula es Puebla! (1946)
- La reina de la opereta (1946)
- Nosotros (1945)
- La mujer que engañamos (1945)
- El gran Makakikus (1944)
- El intruso (1944)
- Como todas las madres (1944)
- México de mis recuerdos (1944)
- ¡Viva mi desgracia! (1944)
- Tres hermanos (1943)
- El rayo del sur (1943)
- Mexicanos al grito de guerra (1943)
- El padre Morelos (1943)
- ¡Qué lindo es Michoacán! (1943)
- ¡Así se quiere en Jalisco! (1942)
- El baisano Jalil (1942)
- El ángel negro (1942)
- Alejandra (1942)
- La abuelita (1942)
- La epopeya del camino (1942)
- El que tenga un amor (1942)
- ¡Ay, qué tiempos señor don Simón! (1941)
- Creo en Dios (1941)
- Al son de la marimba (1941)
- Ahí está el detalle (1940)
- Allá en el Trópico (1940)
- Viviré otra vez (1940)
- En tiempos de don Porfirio (1940)
- Caballo a caballo (1939)
- El cobarde (1939)
- El indio (1939)
- María (1938)
- Huapango (1938)
- Canción del alma (1938)
- Bajo el cielo de México (1937)
- Amapola del camino (1937)
- Las mujeres mandan (1937)
- ¡Vámonos con Pancho Villa! (1936) (sin crédito)
- Allá en el Rancho Grande (1936)
- Malditas sean las mujeres (1936)
- El rayo de Sinaloa (1935)
- Doña Malinche (1935)
- Monja casada, virgen y mártir (1935)
- Payasadas de la vida (1934)
- Corazón bandolero (1934)
- Juárez y Maximiliano (1934)
- Oro y plata (1934)
- El héroe de Nacozari (1934)
- Enemigos (1934)
- Carrera del gran premio (1934)
- El tigre de Yautepec (1933)
- La calandria (1933)

### Artista de maquillaje
- La tía Alejandra (1979)
- Huracán Ramírez y la monjita negra (1973)
- Las chicas malas del padre Méndez (1970)
- ¡Persíguelas y... alcánzalas! (1969)
- Cuernos debajo de la cama (1969)
- Sor Ye-yé (1968)
- El pistolero desconocido (El comandante Tijerina) (1967)
- El rata (1966)
- Especialista en chamacas (1965)
- Los hijos que yo soñé (1965)
- Amor y sexo (Safo '63) (1964)
- La sonrisa de los pobres (1964)
- La diosa impura (1963)
- Una joven de 16 años (1963)
- Tlayucan (1962)
- El caballo blanco (1962)
- Los hermanos Del Hierro (1961)
- Los jóvenes (1961)
- Guantes de oro (1961)
- Bala perdida (1960)
- Vivir del cuento (1960)
- La última lucha (1959)
- El joven del carrito (1959)
- El que con niños se acuesta.. (1959)
- La mujer y la bestia (1959)
- El vestido de novia (1959)
- Tu hijo debe nacer (1958)
- Bodas de oro (1956)
- El vividor (1956)
- Donde el círculo termina (1956)
- El sultán descalzo (1956)
- Lo que le pasó a Sansón (1955)
- De carne somos (1955)
- Una mujer en la calle (1955)
- Maldita ciudad (1954)
- La intrusa (1954)
- Dios los cría (1953)
- Canción de cuna (1953)
- Linda mujer (Yo soy Mexicano de acá de este lado) (1952)
- El mártir del Calvario (1952)
- Las locuras de Tin-Tan (1952)
- Todos son mis hijos!... (1951)
- El amor no es ciego (1950)
- Médico de guardia (1950)
- Amor de la calle (1950)
- La liga de las muchachas (1950)
- La hija del penal (1949)
- Arriba el norte (1949)
- La familia Pérez (1949)
- Cartas marcadas (1948)
- La vida íntima de Marco Antonio y Cleopatra (1947)
- Los nietos de Don Venancio (1946)
- Camino de Sacramento (1945)
- México de mis recuerdos (1944)
- La mujer sin alma (1944)
- El baisano Jalil (1942)
- Cuando los hijos se van (1941)
- Viviré otra vez (1940)
- Cada loco con su tema (1939)
- María (1938)
- Allá en el Rancho Grande (1936)